# Ключі (Каменський міський округ)
Ключі́ (рос. Ключи) — присілок у складі Каменського міського округу Свердловської області.
Населення — 2 особи (2010, 1 у 2002).
Національний склад станом на 2002 рік: росіяни — 100 %.